# Das Superweib
Pour plus de détails, voir Fiche technique et Distribution.
Das Superweib (en français, La Superfemme) est un film allemand réalisé par Sönke Wortmann, sorti en 1996. Il s'agit d'une adaptation du roman de Hera Lind.

## Synopsis
Lors de la visite d'un avocat pour un achat de maison, Franziska déclare par inadvertance le divorce à Will, un réalisateur occupé, qui habituellement la laisse seule avec les enfants ensemble et la trompe avec les actrices principales. Sous un pseudonyme, elle écrit un livre dans lequel elle parle de sa relation. Après être devenu un best-seller, il sera adapté par son futur ex-mari.

## Fiche technique
- Titre : Das Superweib
- Réalisation : Sönke Wortmann assisté de François Doge et d'Elisabeth Donnet
- Scénario : Gundula Ohngemach
- Musique : Stefan Stoppok (de)
- Direction artistique : Monika Bauert
- Costumes : Nikola Hoeltz (de)
- Photographie : Tom Fährmann (de)
- Son : Johannes Rommel
- Montage : Ueli Christen
- Production : Bernd Eichinger, Martin Moszkowicz
- Société de production : Constantin Film
- Société de distribution : Constantin Film
- Pays d'origine :  Allemagne
- Langue : allemand
- Format : Couleur - 1,66:1 - Dolby - 35 mm
- Genre : Comédie
- Durée : 86 minutes
- Dates de sortie :
  - Allemagne : 7 mars 1996.
  - Portugal : 8 novembre 1996.
  - Finlande : 7 novembre 1997.

## Distribution
- Veronica Ferres : Franziska Herr-Gross
- Til Schweiger : Hajo Heiermann
- Joachim Król : Dr. Enno Winkel
- Liselotte Pulver : Alma Winkel
- Thomas Heinze (de) : Will Gross
- Richy Müller : Papai
- Maren Kroymann : Tootsie Schäufele
- Esther Schweins : Sonja Sonne
- Armin Rohde : Le facteur
- Heiner Lauterbach : Viktor Lange
- Marco Bretscher-Coschignano (de) : Franz

## Source de la traduction
- (de) Cet article est partiellement ou en totalité issu de l’article de Wikipédia en allemand intitulé « Das Superweib » (voir la liste des auteurs).